# Triplasius boghariensis
Triplasius boghariensis är en tvåvingeart som först beskrevs av Lucas 1852.  Triplasius boghariensis ingår i släktet Triplasius och familjen svävflugor. Inga underarter finns listade i Catalogue of Life.